# Stenasellus bedosae
Stenasellus bedosae is een pissebed uit de familie Stenasellidae. De wetenschappelijke naam van de soort is voor het eerst geldig gepubliceerd in 1991 door Guy Magniez.